# Enneapterygius abeli
Enneapterygius abeli är en fiskart som först beskrevs av Klausewitz, 1960.  Enneapterygius abeli ingår i släktet Enneapterygius och familjen Tripterygiidae. IUCN kategoriserar arten globalt som livskraftig. Inga underarter finns listade i Catalogue of Life.